# Bååt
Bååt var en svensk medeltida adelsätt, svensk uradel, som troligen hade samma ursprung som ätten Bonde, då båda för en båt i sitt vapen och släktmedlemmarna i äldre tid kallade varandra för fränder. Ättens medlemmar började kallas för Bååt först några år innan ätten utdog på svärdssidan 1698. Vissa av medlemmarna använde Snakenborg som efternamn, däribland Helena Snakenborg.

## Historik
Under medeltiden fördes båtvapnet, med eller utan heraldiska tillsatser, av flera personer och släkter vars inbördes släktskap vi idag inte vet något om. Dit hör exempelvis släkterna Båt av Billa, Hjärne och Svarte skåning, några personer med tillnamnet Bogher samt en riddare Magnus Birgersson. Den sistnämnde undertecknade 1434 tillsammans med de svenska riksråden uppsägelsebrevet till Erik av Pommern. Ryttmästaren Lennart Nilsson, som 1629 introducerades på Riddarhuset, förde likaledes ättens vapen och kallade sig Bååt. Han stupade som major och chef för Östgöta ryttare i slaget vid Lützen 1632. 
Ättens förste med säkerhet kände medlem, Jon, var far till riddaren och riksrådet Sune Jonsson, riddaren Erengisle Jonsson samt riddaren 
och riksrådet Peder Jonsson, med tillnamnet Bonde, vilka levde under 1300-talets första hälft. Som släktens stamfar räknas vanligen riddaren och riksrådet Peter Jonsson, med tillnamnet Bonde, som levde i mitten av 1300-talet. Han antas ha varit far till den första med säkerhet kända medlemmen av släkten, Jon Petersson (Bååt). Karl, biskop i Linköping år 1307, död 6 juli 1338, tillhörde möjligen samma släkt.
En son till Peters bror Sune Jonsson var jarlen Erengisle Sunesson.
Väpnaren Erland Knutson omnämnd som riksråd och herre till Sundholmen.
Under Gustav Vasas tid var en Henrik Erlandsson, sonsons sonson till Peter Jonsson, medlem av riksrådet.
Från Henriks bror Peder Erlandsson härstammade den släkt, som på 1600-talet upptog namnet Bååt och introducerades på Riddarhuset.
Peders ättlingar i fjärde led, bröderna Seved Bååt och Nils Bååt, generalmajor och guvernör i Riga (1617–1659), upphöjdes 1650 i friherrligt stånd.
Carl Gabriel Bååt var 1678–1679 vice landshövding i Uppsala.
Carl Gabriel Bååt var den siste manlige medlemmen av friherrliga ätten Bååt och slöt sin ätt på svärdssidan 1698.